# The Novelist
The Novelist est un jeu vidéo d'aventure et d'infiltration développé et édité par Orthogonal Games, sorti en 2013 sur Windows, Mac et Linux.

## Accueil
- IGN : 6,5/10[1]